# Шипигузов, Степан Дмитриевич
Степан Дмитриевич Шипигузов (1905—1969) — председатель колхоза «Новая жизнь» Верхне-Муллинского района Молотовской области, Герой Социалистического Труда (1948).
Родился 21.12.1905 в д. Осенцы (в советское время — Верхне-Муллинский район Пермской (Молотовской) области).
Получив начальное образование, работал в крестьянском хозяйстве родителей.
В 1930 году вступил в колхоз, окончил курсы механизаторов и стал в районе одним из первых трактористов.
С 1937 г. председатель колхоза «Новая жизнь» (с. Осенцы Сылвенского сельсовета).
Призван в РККА 15 июля 1941 года. В действующей армии с 19.10.1941, наводчик стрелкового пулемёта, 536 сп 14 сд. 17 апреля 1942 года тяжело ранен в предплечье. Получил инвалидность (не работала кисть левой руки). Позже, уже после войны, в связи с ранением награждён медалью «За боевые заслуги» (1946).
Вернулся на должность председателя колхоза «Новая жизнь», к которому была присоединена небольшая соседняя артель «Красная звезда».
В 1947 г. в его колхоз получил урожай ржи 34,05 центнера с гектара на площади 46,8 гектара. Звено Елизаветы Баклановой получила урожай пшеницы 31,8 центнера с гектара на площади 9,5 гектара.
Указом Президиума Верховного Совета СССР от 19 марта 1948 года за получение высоких урожаев пшеницы и ржи присвоено звание Героя Социалистического труда с вручением ордена Ленина и медали «Серп и Молот».
В 1951 году его колхоз занял первое место в район по надою молока на корову — 2250 кг.
После включения колхоза «Новая Жизнь» в состав совхоза «Верхнемуллинский» (01.02.1960) работал управляющим Осенцовского отделения, в том числе после достижения пенсионного возраста.
Сочинения:
- Многоотраслевое хозяйство [Текст] : Из опыта колхоза «Новая жизнь» Верхне-Муллин. района / С. Д. Шипигузов, пред. колхоза Герой Соц. Труда. — [Молотов] : Молотовгиз, 1952. — 43 с. : ил.; 20 см.
- За устойчивые урожаи и высокую продуктивность скота : из опыта колхоза «Новая жизнь», Верхне-Муллинского района / С. Д. Шипигузов. — Молотов : Кн. изд-во, 1954. — 22, [2] с. : табл.; 20 см. — (Участник Всесоюзной сельскохозяйственной выставки).
- Всесторонне развитое хозяйство [Текст] : [Лит. обработка агр. А. Н. Пономаревой] / С. Д. Шипигузов, Герой Соц. Труда, пред. колхоза «Новая жизнь» Верхне-Муллин. района; [Лит. обработка агр. А. Н. Пономаревой] ; Молотовское обл. упр. сельского хозяйства. — Молотов : Кн. изд-во, 1956. — 13 с.; 20 см.